# Nischenbildstock Christus am Ölberg

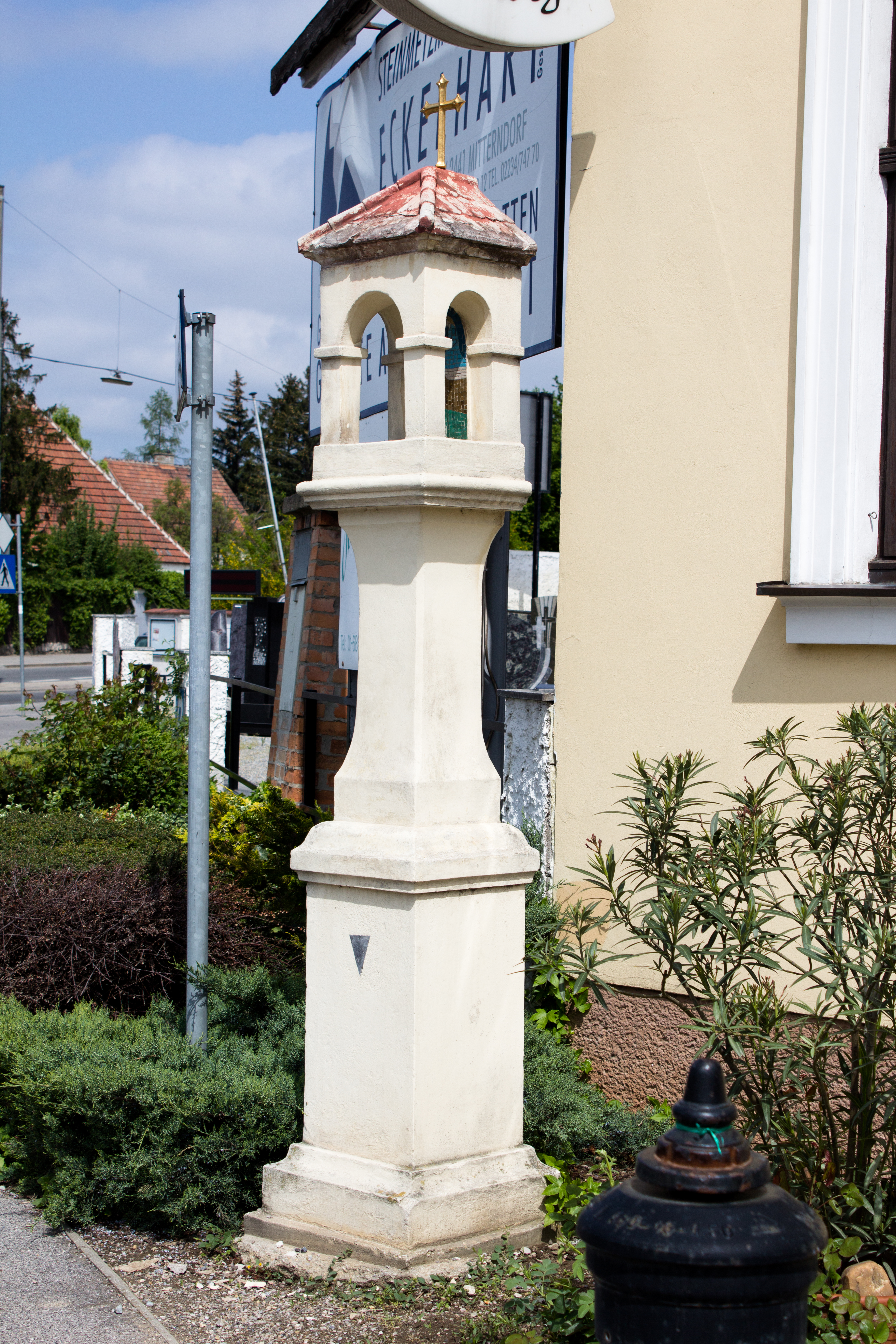
Bildstock in Oberlaa

Der Nischenbildstock „Christus am Ölberg“ steht im 10. Wiener Gemeindebezirk Favoriten, Bezirksteil Oberlaa, an der Ecke Laaer-Berg-Straße/Friedhofstraße (früher „Hintere Zeile“ genannt).
Der denkmalgeschützte Bildpfeiler hat einen vierseitigen Sockel, darauf ein gleich hoher geschwungener Oberteil mit einem Gesimse. Ober dem Pfeiler ist ein nach drei Seiten offener Aufsatz angebracht.  Auf der vierten geschlossenen Nischen-Rückwand ist ein modernes Farbmosaik mit der Ölberg-Szene. Früher war dort eine Malerei auf Blech mit dem gleichen Motiv angebracht. Das Ziegeldach trägt an der Spitze ein Metallkreuz.
Entstanden dürfte der Bildstock Ende des 18. bis Anfang des 19. Jahrhunderts sein, ob es davor bereits ein sakrales Objekt gegeben hatte, ist nicht mehr mit Sicherheit feststellbar.